# Caesar Nardus z Montopole
Caesar Nardus z Montopole (asi 1572 – asi 1633), františkán, teolog a kanonista.

## Životopis
Díky císařské prezentaci jmenován 21. června 1621 titulárním biskupem osorským. Roku 1622 byl proboštem kláštera augustiniánů-kanovníků u Všech svatých v Olomouci, roku 1623 dvorským kazatelem ve Vídni a od r. 1629 světícím biskupem olomouckým (od r. 1631 i akvilejským). Roku 1632 rezignoval a stal se znovu dvorským kazatelem ve Vídni.